# Jean Spautz
Jean Spautz (n. 9 septembrie 1930, Schifflange) este un om politic luxemburghez, membru al Parlamentului European în perioada 2004-2009 din partea Luxemburgului.